# اولد استیشن (کالیفرنیا)
اولد استیشن (به انگلیسی: Old Station) یک منطقهٔ مسکونی در ایالات متحده آمریکا است که در شهرستان شاستا، کالیفرنیا واقع شده‌است. اولد استیشن ۵٫۷۵۳ کیلومتر مربع مساحت و ۵۱ نفر جمعیت دارد و ۱٬۳۳۶٫۸۷ متر بالاتر از سطح دریا واقع شده‌است.